# French Creek (Nowy Jork)
French Creek – miasto w Stanach Zjednoczonych, w stanie Nowy Jork, w hrabstwie Chautauqua.